# 霍克海怒战斗机
霍克海怒战斗机（Hawker Sea Fury）由霍克公司设计和制造的英国战斗轰炸机。它是英国皇家海军最后服役的螺旋桨飞机，也是单往复式发动机飞机最快量产的机型之一。霍克海怒战斗机设计于第二次世界大战期间，在战争结束两年后开始服役。海怒战斗机被证明是一种受欢迎的机型，有多个海外军队使用，并曾用于1950年代初期韓戰期間的空戰。
1943年，应英国皇家空军的战时要求，海怒战斗机正式启动研发，因此最初该机型命名为“愤怒”（Fury）。由于第二次世界大战接近尾声，英国皇家空军取消了他们的订单，然而，皇家海军认为这种机型适合作为舰载机取代一系列日益陈旧或适合度不佳正在使用的机型。因此海怒开发继续进展，并与1947年投入使用。

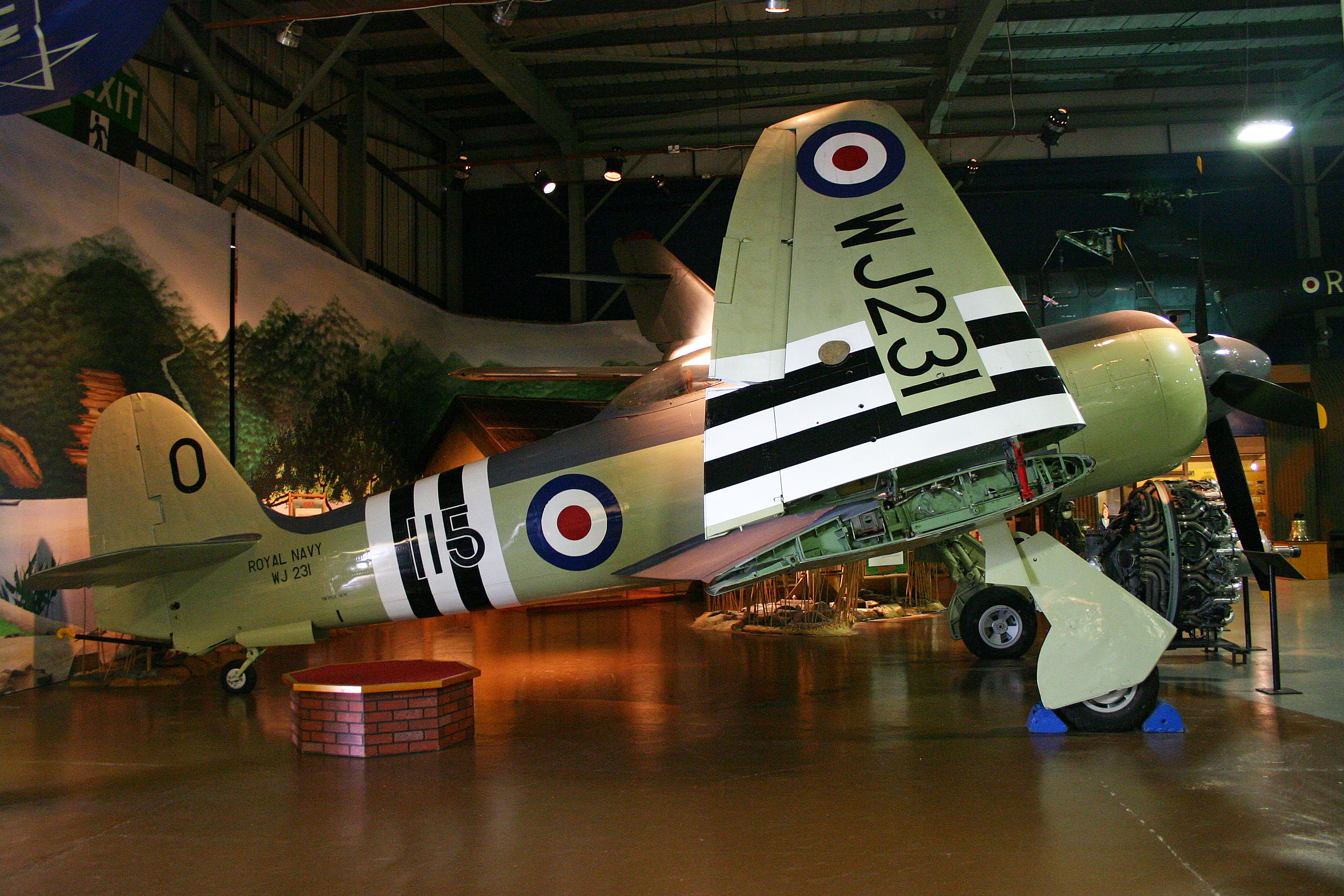
海怒戰鬥機的機翼橫切面是層流翼

海怒有很多设计与霍克颱風戰鬥機相似，但海怒是一种相当轻的飞机，其机翼和机身起源于颱风战斗机，但均有显著修改和重新设计。海怒配备了功率强大的布里斯托公司生产的人马座发动机（Bristol Centaurus），機翼的橫切面是層流翼，兩翼共配備四門伊斯帕諾機砲 Mk.V 。虽然最初设计为一个纯粹的高空战斗机，海怒 FB.11明确被定义为是一种战斗轰炸机，其设计被认为也适合海军的需求。
海怒航载型机和陆基型机吸引了不少国际订单。多个国家采购了该机型，包括澳大利亚、缅甸、加拿大、古巴、埃及、西德、伊拉克和巴基斯坦。该機型在韓戰中有一定程度貢獻，甚至英國皇家海軍飛行員彼得·卡迈克尔曾用她取得擊落援朝人民解放軍的米格15噴射战斗机的成绩。這是該機在史上唯一的擊落噴射戰鬥機紀錄，虽然大部分军隊在1950年代后期停止使用海怒，而改用喷射機，但該飞机仍有相当数量在民間继续使用。到21世纪，有一些飞机作为展示和比赛用途仍然能飞行。

## 技術規格(FB.11

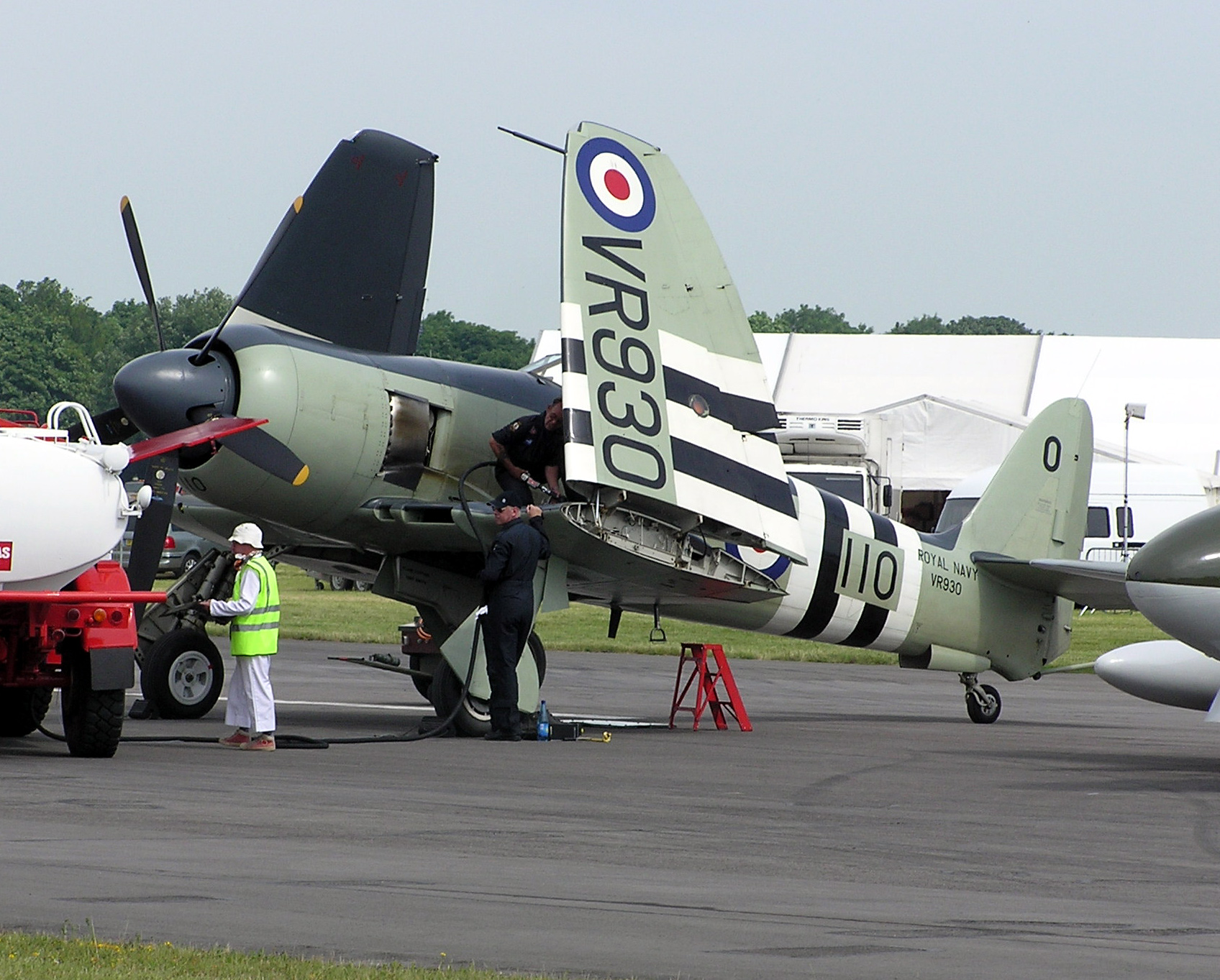
Hawker Sea Fury FB.11 VR930 with wings folded, at Kemble Airfield, Gloucestershire, England.

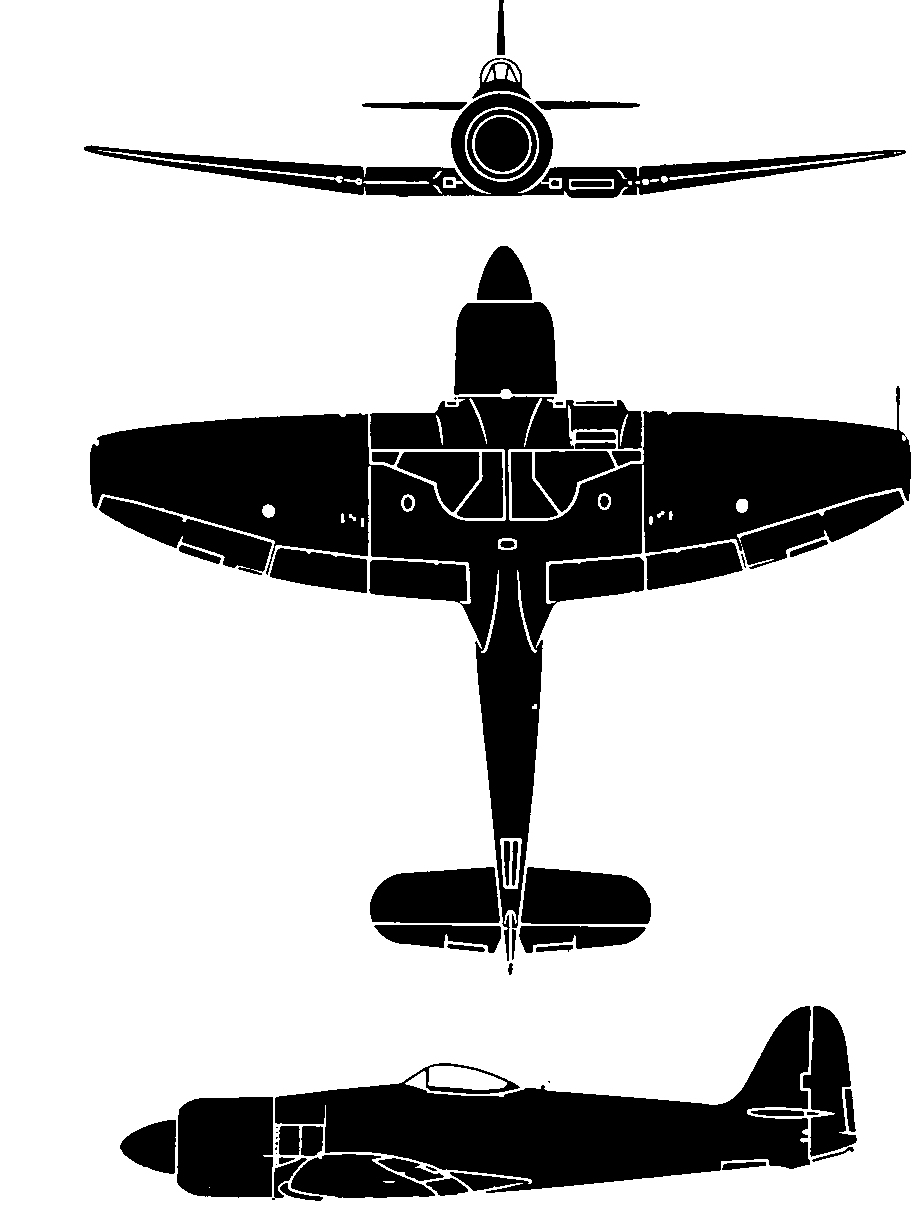
海怒 FB.11 三視圖

参考资料：Hawker's Tempestuous Finale Flight International
基本信息
- 机组：One
- 長度：34英尺8英寸（10.57）
- 翼展：38英尺4.75英寸（11.7031）
- 高度：15英尺10.5英寸（4.839）
- 机翼面积：280平方英尺（26平方）
- 空重：9,240英磅（4,191）
- 总重：12,350英磅（5,602）
- 最大起飛重量：14,650英磅（6,645）
- 发动机：1台布里斯托人馬座（英语：Bristol Centaurus 18）18缸 氣冷式星型引擎，2,480匹馬力（1,850千瓦特）for take-off
- 螺旋桨：5桨叶恆速螺旋槳

性能
- 最大速度：460英里每小時（740每小時；400節）at 18,000英尺（5,500米）
- 航程：780英里（678海里；1,255）
- 转场航程：904英里（786海里；1,455）掛載兩個外掛油箱
- 升限：35,800英尺（10,900）
- 爬升率：4,320英尺每分鐘（21.9每秒）

武器

- 機槍：4 × 20 mm（0.79英寸） 伊斯帕諾機砲（英语：Hispano-Suiza HS.404） Mk.V
- 火箭彈：12 × 3英寸（76.2 mm）
- 炸彈：2,000磅（910）